# Butters
Leopold «Butters» Stotch es un personaje animado de la serie animada/Dibujo animado de South Park. Su apodo es un juego de palabras con la palabra butterscotch (caramelo de azúcar con mantequilla).
Butters aparecía en la serie desde los primeros episodios de South Park, pero solo como un personaje menor y sin frases. A partir de la tercera temporada comenzó a aparecer más. Más tarde Stan, Kyle y Cartman le acogen en su grupo de amigos como sustituto de Kenny después de que este muriera temporalmente. A Butters le obligan a usar el anorak naranja de Kenny y le llaman Kenny, cuando se desespera y grita ¡No soy Kenny! comienzan a llamarle No Kenny. Finalmente, Stan, Kyle y Cartman lo expulsan del grupo cuando deciden que no les cae muy bien lo suficiente y optan por Tweek para cubrir su lugar. Esto lleva a Butters a crear su alter ego criminal, el Profesor Caos. A partir de la sexta temporada, Butters llegó a ser parte del elenco principal.
Butters tiene un mechón de cabello rubio en forma de hoja de tomate, usa una chaqueta celeste y pantalones verde oscuro. Su cumpleaños es el 11 de septiembre y está basado en el director de animación de South Park, Eric Stough.

## Personalidad
Butters es un niño amable, simpático y muy inocente en comparación con el resto del elenco principal de la serie. En ocasiones es un poco tartamudo, tiene acento sureño (en la versión original) y su voz es como la de un niño pequeño. Sus padres, Stephen y Linda Stotch son muy estrictos y sobreprotectores con él, aunque en una ocasión Linda intentó matarlo (Nota: intentó matarlo porque se enteró de que el padre tenía encuentros gais y al creer que era un enfermo no quería que lo criara). Butters por lo general exagera todo, es asustadizo y siempre se preocupa por sus amigos aunque estos no lo tomen demasiado en cuenta.
Butters fue el primer niño del grupo en madurar y tener una muestra de semen, ya que se excitó pensando en la madre de Stan (Nota: después de masturbarse más de 70 veces, ya que Cartman le había convencido de que era sospechoso del "secuestro" de una muñeca).
Butters tiene un alter ego, conocido como el Profesor Caos, un criminal que viste como un supervillano el cual crea después de que Stan, Kyle y Cartman lo expulsan del grupo de amigos. El Profesor Caos tiene un disfraz que consiste en una capa verde y en un casco y guantes hechos de papel aluminio y busca venganza contra todos aquellos que tratan mal a Butters haciendo crímenes menores, aunque a fin de cuentas no es tan delincuente. A pesar de que Butters fue expulsado del grupo de amigos, ha seguido apareciendo en la serie como personaje principal, aunque en algunas ocasiones es víctima de las bromas y abusos de Cartman.
Al inicio de su carrera como Profesor Caos, Butters tiene éxito al generar Caos en su clase de cuarto curso al robar el borrador de la pizarra. 
En una ocasión, mientras se ponía su disfraz de Profesor Caos, Butters fue descubierto por Dougie, que le pide ser su compañero de crimen, con el nombre de General Desastre después de ser descartado de la búsqueda de los otros protagonistas para encontrar un sustituto a Kenny. Juntos, el Profesor Caos y el general Desastre idearon crímenes más grandes que cualquier otro criminal no se le ocurrió que incluían inundar al mundo con una manguera de jardín y destruir la capa de ozono con varios botes de aerosol de fijador para el pelo, pero esos fallan.
En cuanto a su vida sentimental, se enamoró de Lexus, una chica Raisins (Llamado Pasitas en Latinoamérica, parodia de la cadena de restaurantes Hooters) en el capítulo en el que todos llevan a Stan al restaurante para animarle porque Wendy Testaburger, su novia, le ha dejado, pero Lexus no lo amaba en realidad, sólo lo aparentaba para recibir propina, y le termina rompiendo el corazón. Actualmente desde la temporada 19 tiene una novia llamada Charlotte, de origen canadiense, al principio se vio forzado a ser su novio por sus amigos para evitar conflictos entre estadounidenses y canadienses inmigrantes, pero luego le termina gustando, aunque tuvo que mudarse a Canadá de nuevo ya que habían matado al nuevo presidente corrupto de Canadá y actualmente se comunican usando Skype.
En un episodio donde reparte publicidad de un restaurante de sushi japonés causa una pelea debido a que ese mismo restaurante se instala al lado de un restaurante chino y la policía de South Park lo lleva con sus padres diciendo que ha provocado una guerra asiática, por lo cual lo llevan a un especialista que declara que tiene múltiples personalidades tales como: "El Trailero Butters", "El Cartero Butters", "El Bombero Butters" y "El Profesor Caos".

## Habilidades
Es un excelente bailarín, fue campeón de Tap, pero se retiró después de causar un accidente en un concurso de talentos en el que murieron 8 miembros de la audiencia, sin incluir al bebé de una señora embarazada y a los 3 familiares que se suicidaron después de ser informados sobre el incidente. En un episodio hace un videoclip en Youtoob (clara referencia a YouTube) para conseguir dinero y así acabar con la huelga en Canadá.
También es muy bueno escribiendo cuentos.

## Momentos memorables
- En el último episodio de la temporada 5, "El show de Butters" Butters tiene su propio episodio dedicado a él y cómo su madre descubrió la bisexualidad de su esposo, Stephen Stotch.

- En el capítulo "The last of the meheecans" ("El último mexicano", todavía en inglés) se convierte en un prócer de México. Y su nombre varias veces fue dicho cómo "mantequilla" ya que ese fue el pseudónimo que utilizó a la hora de jugar tejanos contra mexicanos.

- En el episodio 6x07, Los Simpson ya lo han hecho, Butters planea una serie de estrategias malvadas supuestamente originales, aunque no las lleva a cabo después de que el general Desastre le informa que esas ideas ya han sido usadas en los episodios de Los Simpson. Luego es consolado al decirle que esto sucedió solamente porque la serie Los Simpson lleva mucho tiempo en el aire, y no por su falta de creatividad. Después de este episodio, el Profesor Caos ha hecho muy pocas apariciones.

- En el penúltimo episodio de la temporada 7, "Pasitas", Butters ingénuamente se enamora de una mesera de sobrenombre "Lexus", Butters piensa que es su nombre verdadero, aunque las demás meseras se hacen llamar Porsche, Ferrari, etc. Y no se da cuenta de que lo tratan bien para obtener sus propinas.

- En la temporada 11 le toca protagonizar un especial llamado Imaginaciónlandia (capítulos 10, 11 y 12), pues al ser tan creativo los habitantes de ese mundo le dicen que él es uno de los "creadores".

- Saco un video cantando una canción que se llamaba "What What (In the Butt)" (en español latino: "que que que en el cu").

- En la temporada 8, el episodio de Buenos momentos con armas, en venganza porque los chicos no le dejaron jugar con ellos, se viste como el Profesor Caos para vengarse del cuarteto, sin embargo Kenny le arroja una estrella ninja y se le incrústa en un ojo. Los demás lo disfrazan de perro y lo llevan con un veterinario.

- En la temporada 11, cuando su maestro (en ese entonces era mujer) les cuenta a sus alumnos su experiencia lésbica, Butters le dice que tenga cuidado al usar las tijeras, aunque su maestra se refería a una posición sexual.

- En un episodio es casi adoptado por Paris Hilton para que se convirtiera en su nueva mascota y lo llamaría Señor Biggles, además le hizo poner un traje de oso.

- Cuando se entera de que Eric Cartman fue diagnosticado con sida, amablemente le da su apoyo aunque Cartman fiel a su estilo le dice que eso es gay.

- En un viaje escolar, nadie quiere hacer pareja con Cartman, ya que Stan se fue con su novia Wendy, Butters acepta hacer pareja con Cartman pero estando en contra de sus rebeldías por primera vez en toda la serie y este le obliga a fugarse del paseo escolar. Butters sufre todo tipo de cosas hasta que por fin, a punto de morir deja a su compañero en el autobús escolar. Solo así pudo soltar a Cartman.

- En principios de la serie, Kenny trabajaba para Cartman, pero ante la ausencia de Kenny, Butters empezó a trabajar para él. Fue Butters quien ayuda a Cartman a infectar a Kyle con el VIH.

- Eric Cartman traiciona a Butters aunque el lo considera su amigo, en un episodio de la temporada 8, Eric se disfraza de robot haciéndose llamar el Genial-o (Awesom-o en inglés) y fingiendo ser un regalo desde Japón, "Genial-o" le dice a Butters que le cuente todos sus secretos. Eric pensaba revelar todos los secretos de Butters, hasta que este le cuenta a su "nuevo robot" que tiene un video de Cartman imitando a Britney Spears.

- Ayuda a Cartman en su lucha por salvar a Estados Unidos de la invasión China, ya que Cartman está convencido de que los chinos planean apoderarse del mundo. Sin embargo al tomar rehenes en un restaurante chino, Cartman le ordena a Butters dispararles a los rehenes y este les dispara, hiriéndolos en el pene. Cartman se enoja y lo deja solo.

- Se convierte en Vampiro para no ser regañado por sus padres (parodia de Crepúsculo), incluyendo en una escena en que le da de chupetón con Eric. Pero esa vida lo cansa y la deja para ser normal.

- Una chica de la escuela comienza a vender besos por 5 dólares, Butters le paga y ella lo besa, siendo este su primer beso empieza a sentirse adulto con la consecuente necesidad de ganar su propio dinero, para ello decide conseguirle clientes a la chica que vende los besos, cobrándole 2 dólares de los 5 que ella gana por beso, poco a poco decide expandir el negocio contratando más chicas para hacer una compañía de besos, Butters cree que ha inventado este negocio hasta que Kyle le dice que esto es uno de los negocios más viejos del mundo, que no es más que un vulgar chulo. Posteriormente Butters sin saber de lo que Kyle hablaba, decide investigar al respecto en internet y descubre que los hombres que administran mujeres se llaman chulos y estas mujeres se llaman perras (sin saber lo que esto realmente significaba). Butters asiste a una reunión de verdaderos chulos en la que estos le explican como se debe llevar el negocio. Las prostitutas del pueblo (quienes son maltratadas y golpeadas por sus chulos) comienzan a escuchar sobre un nuevo chulo que respeta a sus mujeres (Butters), estas prostitutas se unen a la compañía y comienzan a vender sus servicios mientras Butters aun piensa que venden sólo besos, así Butters sin darse cuenta ha creado una gran compañía de prostitución, de último se retira de la compañía para que las chicas ganen su propio dinero (aún sin saber a lo que verdaderamente se dedicaba la compañía).
- Se convierte en el capitán del equipo de fútbol americano (ahora llamado sarcasmobol, después que el padre de Stan accidentalmete cambiara las reglas del juego). Ese mismo capítulo vende su semen como "jugo de Butters" creyendo (por culpa de su padre), que era un relleno cremosito que todos teníamos pero que solo la gente tan gentil como el podrían sacar.

- En el episodio de la 14a. temporada "The tale of Scrotie McBoogerballs" ("La Historia de Escroto McBolas de Moco"), los chicos culparon a Butters por escribir el libro que lleva el título del capítulo, por temor a ser castigados. El libro de "Escroto McBolas de Moco", contenía abundantes perversiones y obscenidades, al grado que provocaba el vómito al que lo leyera, de lo asqueroso que era. Sin embargo, a la vez de sucio, resultó ser muy bueno por los adultos lectores, y consideraron al libro como brillante. Esto provocó la molestia de Stan Marsh, Kyle Broflovsky, Kenny McCormick y Eric Cartman, tratando de sabotear su libro, e incluso, lo hicieron responsable de la muerte de Sarah Jessica Parker, por llevarla al bosque, vestirla de alce, y provocar que un cazador le disparara. También, después del gran éxito en ventas que obtuvo el libro de Escroto McBolas de Moco, Butters se animó a escribir un "segundo libro" (esta vez si fue escrito por él), llamado "The Poop That Took a Pee" ("El Pupú que hizo Pipí"). En uno de los lectores, después de leer este libro, despertó su lado psicópata y asesino, matando posteriormente a las hermanas Keeping Up with the Kardashians (como lo que sucedió con Mark David Chapman al leer "The Catcher in the Rye" ("El guardián entre el centeno") para después, realizar el asesinato de John Lennon).

- En el episodio "Poor and Stupid" de la 14a. temporada, ayudó a Eric Cartman a participar en NASCAR, al vender todos sus ahorros (58 dólares) para que se hiciera más pobre y estúpido, y así pudiera correr sin dificultades. Al final, Cartman se da cuenta de que no es lo suficientemente pobre y estúpido para participar en NASCAR, y le reclama sus 58 dólares a Butters.

- En el episodio "Going Native" de la 16a temporada, viajó a Hawái junto a Kenny, para llevar a cabo su "hapanoa"; de hecho, es considerado como nativo de Hawái (lo llaman "Keiki"). Esto fue, debido a la furia que contenía, al saber que Ben Affleck se había casado con Jennifer Lopez (estaba confundido, porque en realidad, Ben Affleck se casó con Jennifer Garner). Curiosamente, es Kenny quien lo acompaña, debido a que Butters arremete contra todos sus compañeros de la escuela, y cree que Kenny es su único amigo, y el único que tiene dignidad.

Su voz original es hecha por Matt Stone y es doblado por Raúl González, Sergio Sáez, Larry Villanueva y Orlando Noguera (en Hispanoamérica) y Gemma Martín (en España)
- Datos: Q47958